# واوا، سودان
واوا (به عربی: واوا) یک منطقهٔ مسکونی در سودان است.